# Ильинка (Могилёвская область)
Ильи́нка (бел. Ільінка) — деревня в составе Княжицкого сельсовета Могилёвского района Могилёвской области Республики Беларусь.

## Географическое положение
Ближайшие населённые пункты: Сумароково, Присно.

## История
В 1705 году упоминается как фольварк в составе Княжицкого графства в Оршанском повете ВКЛ.

## Население
- 1999 год — 103 человека
- 2010 год — 74 человека